# PSR J1946+2052
PSR J1946+2052 är en kortperiodisk dubbelpulsar belägen 11 000–14 000 ljusår (3 500–4 200 parsec) från solen i stjärnbilden Räven. Systemet består av en pulsar och en neutronstjärna som kretsar kring ett gemensamt masscentrum med en period av 1,88 timme, vilket 2022 var den kortaste omloppsperioden bland alla kända dubbelneutronstjärnor. Den allmänna relativitetsteorin förutsäger att deras omloppsbanor gradvis kommer att insnävas på grund av utsändande av gravitationsvågor, vilket så småningom kommer att leda till en neutronstjärnesfusion och en kilonova om 46 miljoner år. Inom millisekunder efter sammanslagningen genomgår atomkärnor inuti neutronstjärnorna snabb neutroninfångning, vilket producerar rikliga mängder neutriner och många grundämnen tyngre än järn i processen.
Primärstjärnan i PSR J1946+2052-systemet, pulsaren, har en rotationsperiod på 17 millisekunder och en uppskattad massa under 1,31 solmassor. Den osynliga neutronstjärnans följeslagare har sannolikt en lägre massa på minst 1,18 solmassa, vilket motsvarar en total systemmassa på cirka 2,50 solmassor, vilket gör PSR J1946+2052 potentiellt till det dubbelneutronstjärnsystem med lägsta massa som är känt från 2022.

## Observation
PSR J1946+2052 upptäcktes av radioastronomer den 19 juli 2017, under en undersökning av pulsarer med Arecibo-observatoriets 305-meters radioteleskop i Arecibo, Puerto Rico. En sökning i arkivbilder visar att PSR J1946+2052 inte observerats i infraröd- till gammastrålningsvåglängder.

## Egenskaper
Den totala massan för PSR J1946+2052-systemet är 2,50 ± 0,04 solmassor, vilket bestäms utifrån komponenternas inbördes omloppsperiod med hjälp av Keplers tredje lag. Detta är potentiellt den lägsta massan som uppmätts för ett dubbelneutronstjärnsystem fram till 2022, även om det skulle kunna knytas till PSR J1411+2551 (2,538 ± 0,022 solmassor) inom osäkerhetsgränser. Även om enskilda komponentmassor har inte uppmätts direkt, begränsar den binära massfunktionen dem till att vara <1,31 och >1,18 solmassa för pulsaren respektive följeslagaren. En mer detaljerad analys av Einsteinfördröjningen (gravitationstidsdilatation och dopplerskifteffekter) i pulsarens pulseringstidpunkt skulle möjliggöra en mer exakt mätning av båda komponenternas massor.
År 2017 förlorade systemet motsvarande 0,13 av solens luminositet (5,0×1025 W) av energi till gravitationsvågemissioner och dess omloppsperiod minskade med en momentan hastighet av 1,78×10−12 sekunder per sekund.